# Armada 2525
Pour les articles homonymes, voir Armada.
Armada 2525 est un jeu vidéo 4X de stratégie au tour par tour développé et édité par Interstel Corporation, sorti en 1991 sur PC (DOS).